# Tangkhul-Naga-Sprachen
Die Tangkhul- oder Tangkul-Naga-Sprachen bilden eine kleine Untereinheit der Kuki-Chin-Naga-Sprachen, die zu den tibetobirmanischen Sprachen gehören, einem Primärzweig des Sinotibetischen. Die drei Tangkhul-Naga-Sprachen werden von 150.000 Menschen in Nordost-Indien in den Bundesstaaten Nagaland und Manipur gesprochen. Die größte Einzelsprache ist Tangkhul mit 110.000 Sprechern.

## Tangkhul-Naga innerhalb des Sinotibetischen
- Sinotibetisch
  - Tibetobirmanisch
    - Kuki-Chin-Naga
      - Mizo-Kuki-Chin
      - Ao-Naga
      - Angami-Pochuri-Naga
      - Zeme-Naga
      - Tangkhul-Naga
      - Meithei (Manipuri)
      - Karbi (Mikir)

## Interne Klassifikation und Sprecherzahlen
- Tangkhul-Naga
  - Tangkhul (110 Tsd.)   Dialekte: Ukhrul (Hauptdialekt), Khunggoi, Khangoi, Kupome, Phadang
  - Khoibu (25 Tsd.)
  - Maring (15 Tsd.)

Klassifikation und Sprecherzahlen nach dem angegebenen Weblink.